# Viquipèdia
|  | Aquest article tracta sobre Viquipèdia en general. Si cerqueu la versió en català, vegeu «Viquipèdia en català». |

La Viquipèdia (anglès: Wikipedia) és una enciclopèdia lliure mantinguda per la Fundació Wikimedia, una organització sense ànim de lucre. Va ser creada el gener del 2001 per Jimmy Wales i Larry Sanger, i actualment és l'obra de referència més gran i popular a Internet. Els seus articles (dels quals 6.397.461 en anglès i 779.474 en català el 16 d'agost del 2025) han estat escrits col·laborativament per usuaris d'arreu del món, i la majoria poden ser editats per qualsevol persona que pugui accedir a la web.
Les crítiques a la Viquipèdia se centren en el fet que per sistema conté prejudicis i inconsistències i la seva norma d'afavorir el consens per damunt de les credencials en el seu procés editorial. També se centren en la seva fiabilitat. Algunes altres crítiques se centren en la seva susceptibilitat al vandalisme o que s'hi afegeixi informació no verificada. Tanmateix, altres treballs defensen que el vandalisme normalment es rectifica ràpidament.
Jonathan Dee, del New York Times, i Andrew Lih, en el 5è Simposi Internacional sobre el Periodisme en Línia, han citat la importància de la Viquipèdia, no només com a referència enciclopèdica sinó també com a font de notícies actualitzada regularment.
Quan la revista Time va donar el premi "Persona de l'any 2006" a "You", va reconèixer la reeixida de la col·laboració en línia, va citar la Viquipèdia com un dels tres exemples dels serveis "Web 2.0", juntament amb YouTube i MySpace.
L'edició en català / valencià de l'enciclopèdia lliure més gran del món va ser la tercera a crear-se, el 16 de març de 2001, i té l'honor de ser la primera que va contenir articles en llengua no anglesa. La Viquipèdia alemanya, per exemple, es va crear minuts abans, però no va disposar d'articles en el seu idioma fins mesos després. Actualment hi ha versions de la Viquipèdia en més de 325 llengües, però només 314 estan actives (febrer 2022), i el conjunt de Viquipèdies tenen més de 36.190.141 articles (octubre 2015) i reben més de 8.000 milions de visites cada mes (dades del 2014).

## Etimologia

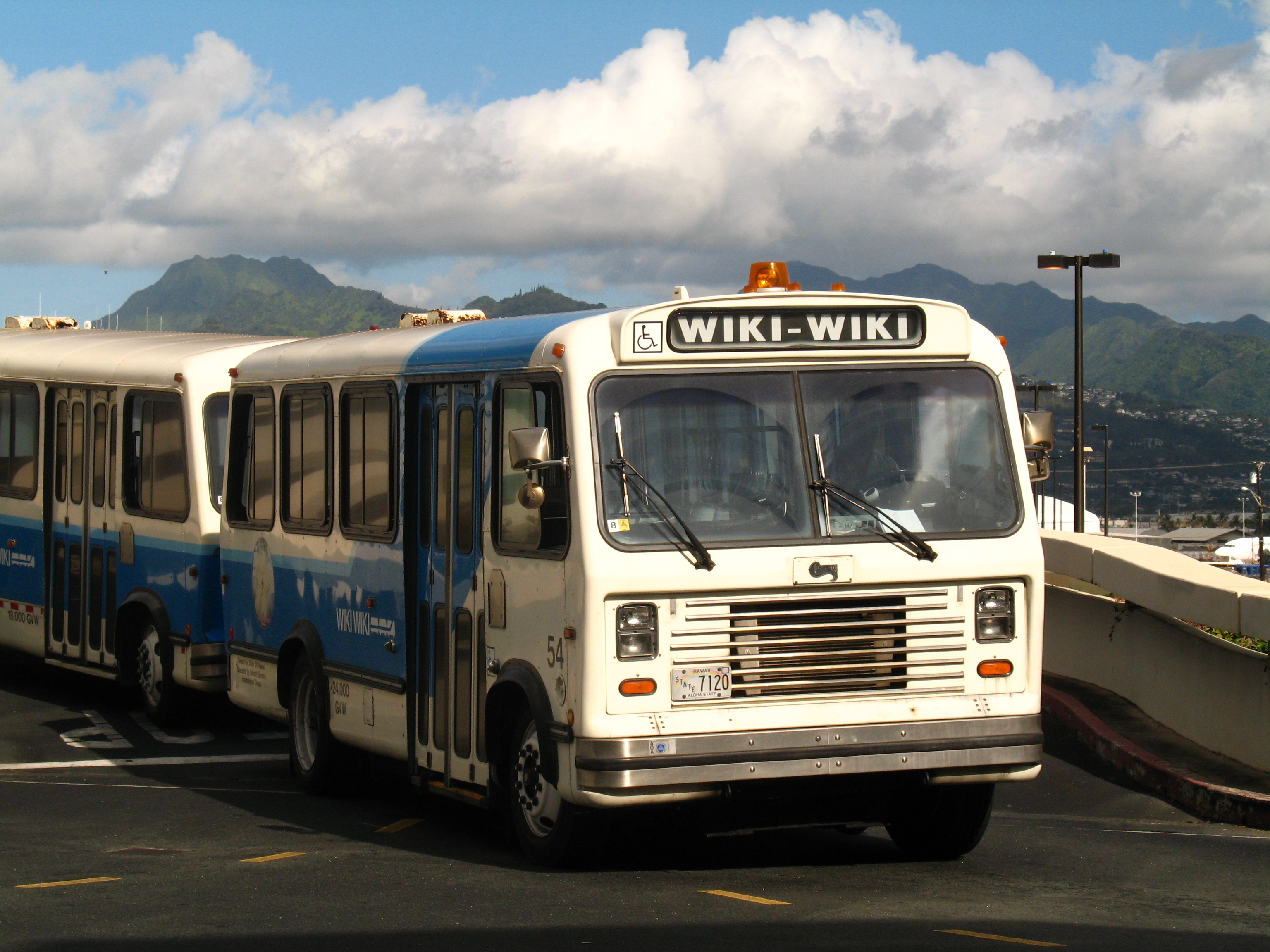
Wiki-Wiki Bus a l'aeroport de Honolulu

La paraula Wikipedia, nom propi encunyat originalment pels creadors de la versió en anglès a començament de 2001 i adaptat al català com a Viquipèdia, és un neologisme a partir del hawaià wiki i el grec pedia, literalment «educació ràpida», amb el significat d'enciclopèdia amb sistema wiki o enciclopèdia d'actualització ràpida.
El nom pels sistemes wiki es va adoptar per primera vegada a WikiWikiWeb per similitud amb World Wide Web i Wiki-Wiki Bus, l'autobús llançadora de l'aeroport de Honolulu. Wiki en hawaià vol dir «ràpid» i la duplicació en les llengües polinèsies és un augmentatiu, «molt ràpid». El sufix «-pèdia» s'utilitza en formacions de paraules cultes com enciclopèdia, logopèdia o ortopèdia. Prové del grec clàssic paideia (παίδεια) que vol dir «educació» o «ensenyament».
Altres llengües que també van usar el nom Wikipedia van ser, entre altres: alemany, asturià, bretó, castellà, cors, danès, euskera, filipí, finlandès, gallec, neerlandès, indonesi, islandès, italià, nauruà, noruec, polonès, romanès, sicilià, somali, suahili i suec.

## Història

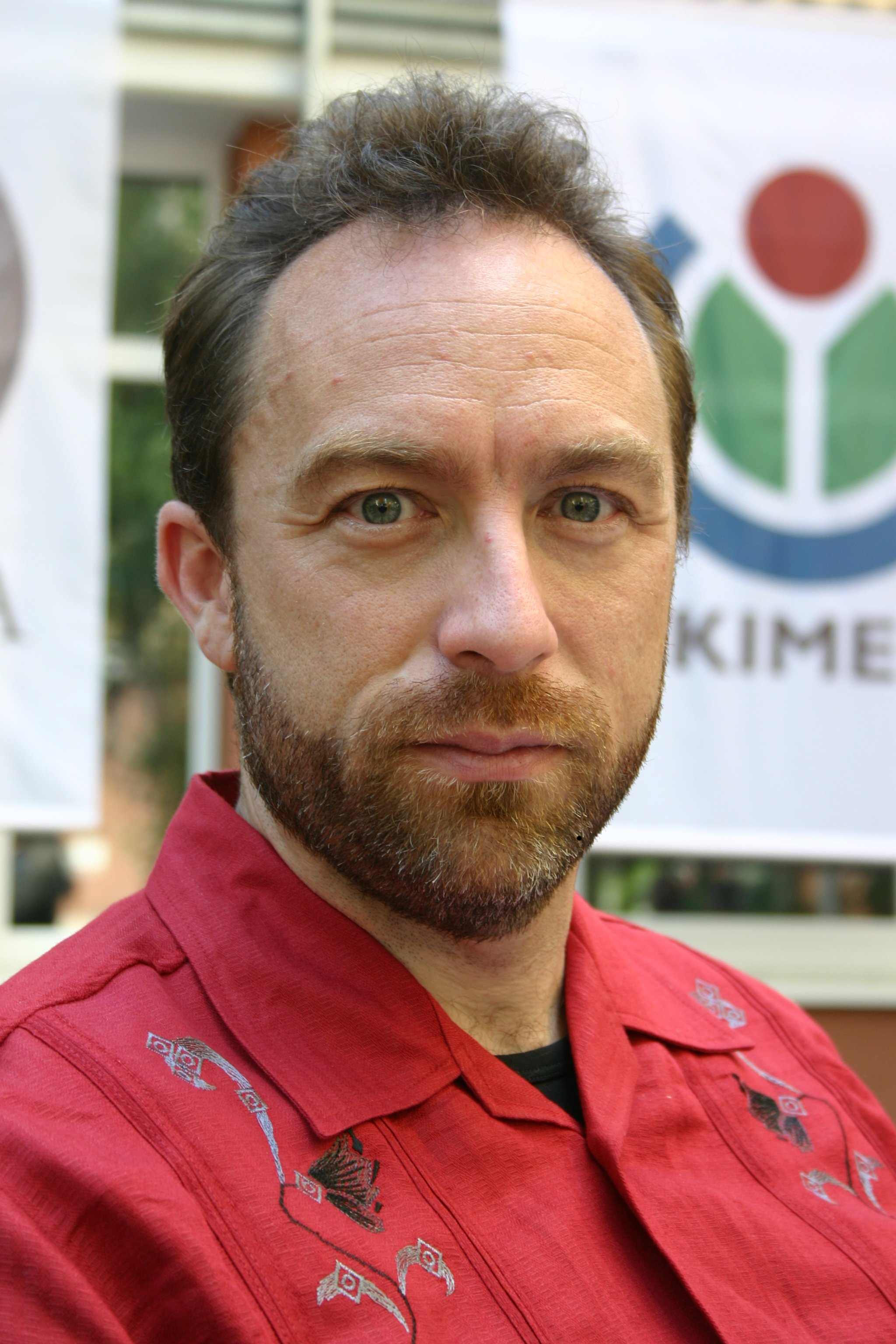
Jimmy Wales.

El logotip de Nupedia.

El 9 de març de 2000 Jimmy Wales va crear Nupedia, un projecte d'enciclopèdia lliure basat en un ambiciós procés de revisió per parells, dissenyat per fer els seus articles d'una qualitat comparable a la de les Enciclopèdies professionals gràcies a la participació d'erudits (principalment doctorands i acadèmics), als quals es proposava de col·laborar de manera no remunerada. La pàgina web va tenir la col·laboració de l'empresa recaptadora Bomis, a més de Richard Stallman, qui va proposar el canvi a la llicència pública general de GNU, des de l'antiga Nupedia Open Content License.
A causa del lent avançar del projecte, el 2001 es va crear un wiki (anomenat UseMod) lligat a Nupedia, la finalitat inicial de la qual era agilitar la creació d'articles de forma paral·lela, abans que aquests passessin al sistema de revisió per a experts. Existeix una certa polèmica entre els fundadors de Nupedia sobre qui va proposar originalment la idea d'utilitzar un wiki a Jimmy Wales si Larry Sanger o bé una tercera persona, però el cas és que l'èxit d'aquell "petit projecte paral·lel" (Wikipedia) va acabar eclipsant la Nupedia, que va deixar de funcionar el 2003.
El projecte Viquipèdia es va engegar el 15 de gener de 2001. L'article més antic que es pot trobar a Wikipedia és UuU del 16 de gener de 2001 a la versió anglesa; consistia en tres enllaços cap a tres articles sobre el Regne Unit, Estats Units i Uruguai. Se'n poden consultar els detalls a l'historial de la pàgina corresponent de la Viquipèdia anglesa.
Larry Sanger, editor responsable de la Nupedia, va passar a col·laborar amb la Viquipèdia i va treballar activament amb l'organització i directrius del projecte, marxant-ne el 2002. Aquell any, la Viquipèdia abastava 26 idiomes, 46 el 2003 i 161 a final de 2004. Viquipèdia i Nupedia coexistiren fins a l'extinció de la segona, l'any 2003.
El 20 de setembre de 2004, la Viquipèdia va aconseguir un milió d'articles en 100 idiomes. El 2007, la versió en anglès va superar els 2 milions d'articles, convertint-se en l'enciclopèdia amb major nombre d'articles de la història i superant en aquest aspecte a la Yongle Dadian de l'any 1407, en xinès, que va sostenir el rècord durant diversos segles. A causa de la seva popularitat i senzillesa, l'Oxford English Dictionary va acceptar el terme wiki a principi del 2007.
S'han iniciat diversos altres projectes d'enciclopèdia amb format wiki, en gran part sota una filosofia diferent de l'obertura i el model editorial del «punt de vista neutral» desenvolupat per la Viquipèdia. Per exemple, Wikinfo, un portal web, no requereix un punt de vista neutral i permet la investigació original. També hi va haver nous projectes inspirats en Wikipedia - com ara Citizendium, Scholarpedia, Conservapedia, i Knol de Google - on alguns dels aspectes que són fonamentals en la Viquipèdia s'aborden de manera diferent, com les polítiques de revisió per parells, la recerca original, i la publicitat comercial.

### Antecedents
La Viquipèdia és una versió electrònica de les enciclopèdies en paper. Els primers passos en la utilització de ginys automàtics que superessin la impremta com a mitjà més flexible i pràctic d'accés als continguts enciclopèdics es produeixen en la dècada dels anys trenta amb la novel·la de ficció d'H. G. Wells El cervell del Món (1937) i la visió futurista Memex, de Vannevar Bush, d'utilitzar microfilms per a emmagatzemar tota la informació rellevant d'una persona (idea exposada posteriorment en la seva obra de 1945 As we may think). Una altra fita important va ser el projecte Xanadu (1960) de Ted Nelson.
Amb el desenvolupament d'Internet s'han produït molts intents de desenvolupament d'enciclopèdies en línia. El líder del moviment de programari lliure, Richard Stallman, va proposar el 1999 la creació d'una "Enciclopèdia Lliure i Universal" i va qualificar el naixement de la Viquipèdia com una notícia emocionant. Des del portal de la Fundació del Programari Lliure es convida els usuaris a visitar i contribuir a la Viquipèdia.

## Marca corporativa

### Evolució inicial del logo de la Viquipèdia

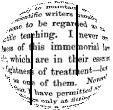
El "Wiki logo Nupedia", primer logo de la Viquipèdia, utilitzat des de les primeres setmanes del projecte fins al febrer del 2002.

La primera imatge utilitzada a la Viquipèdia va ser la bandera nord-americana, posada per Jimbo Wales de manera precària i sense intenció que la mateixa assumís la condició de logo del projecte. De tota manera, el fet va aixecar algunes crítiques sobre etnocentrisme.
Pocs dies després es va dissenyar el primer logotip de la Viquipèdia, conegut com el Wiki logo Nupedia, que marcaria el desenvolupament del projecte, com una eina auxiliar de Nupedia. Atribuït erròniament a Stephen Gilbert, el seu autor en realitat no està identificat. El logotip es va instal·lar el març del 2001.
Aquell logo està fet mitjançant la superposició d'una frase de l'escriptor i matemàtic anglès Lewis Carroll sobre un cercle, usant l'efecte d'ull de peix per a simular una esfera. La frase és una cita en anglès presa de Euclid and his Modern Rivals (Euclides i els seus rivals moderns) de Lewis Carroll (Prefaci, pàg. X), que diu:
| «               | En un aspecte aquest llibre és un experiment, i intentarà de provar un error: vull dir que no vaig considerar necessari de mantenir al llarg de l'obra la gravetat d'estil que els escriptors científics usualment utilitzen, i que d'alguna manera va ser vist com un "accident inseparable" de l'ensenyament científic. Mai no vaig poder veure la racionalitat d'aquesta llei memorial: hi ha temes que són, sens dubte, massa seriosos en essència per a admetre qualsevol tractament lleuger, però no puc reconèixer la Geometria com un d'aquests. De tota manera, espero, que es descobrirà que m'he permès d'albirar el costat còmic de les coses només en moments apropiats, quan el cansat lector pot molt bé desitjar un moment de respir, i no en qualsevol ocasió que pugui posar en perill la continuïtat de la línia argumental. | » |
| — Lewis Carroll | |   |

### La wikiesfera

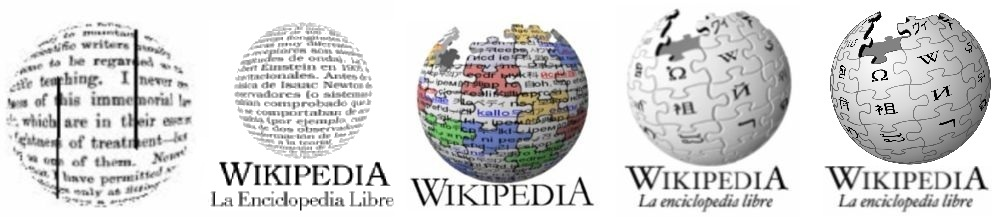
Les cinc marques corporatives de Wikipedia aprovades, des de la seva creació fins a 2010. Des de llavors s'utilitza l'anomenat logo Wikipedia/2.0.

Des dels seus inicis el 2001, La Viquipèdia ha utilitzat diferents marques corporatives. L'element comú en totes és una esfera inscrita com a forma central, que simbolitza el món i el coneixement.
El 2003, es va adoptar mitjançant una votació internacional l'ús d'una esfera incompleta, coneguda com a wikiesfera, composta per peces d'un trencaclosques amb fragments d'escriptura en diferents idiomes, simbolitzant la condició d'«obra en construcció» que té La Viquipèdia. El disseny en forma de trencacaps esfèric incomplet va patir posteriorment algunes modificacions, com la substitució dels fragments d'escriptura per lletres i altres signes de diferents alfabets.

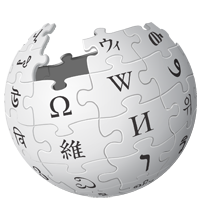
Element gràfic utilitzat des de maig del 2010.

La denúncia de diversos errors i inconsistències en els símbols inclosos en la wikiesfera i la possibilitat de dissenyar una imatge animada o fotorealista va impulsar diversos editors de la Viquipèdia a obrir un debat sobre la possibilitat de fer modificacions en l'element gràfic. Com a conseqüència, i després de la tasca realitzada a través d'una iniciativa de la Fundació Wikimedia costat de milers de voluntaris per a modificar la interfície de l'enciclopèdia, el dibuix de la wikiesfera va ser reemplaçat en 2010 per un renderitzat d'una esfera tridimensional, en què alguns símbols de les peces de trencacaps van ser reemplaçats per altres i es van afegir símbols de més idiomes, alhora que es va canviar la tipografia de l'element denominatiu («Viquipèdia, L'enciclopèdia lliure») a Linux Libertine.
Cada viquipèdia és autònoma i té facultats per a triar la marca que la identifiqui. A partir de 2003, totes han adoptat bàsicament la mateixa, amb l'element denominatiu «Wikipedia, The free encyclopedia» («Viquipèdia, L'enciclopèdia lliure") traduït a l'idioma en què s'escriu cadascuna. Les marques han estat realitzades voluntàriament i gratuïtament per usuaris de la Viquipèdia, i els seus drets pertanyen a la Fundació Wikimedia.

## Característiques

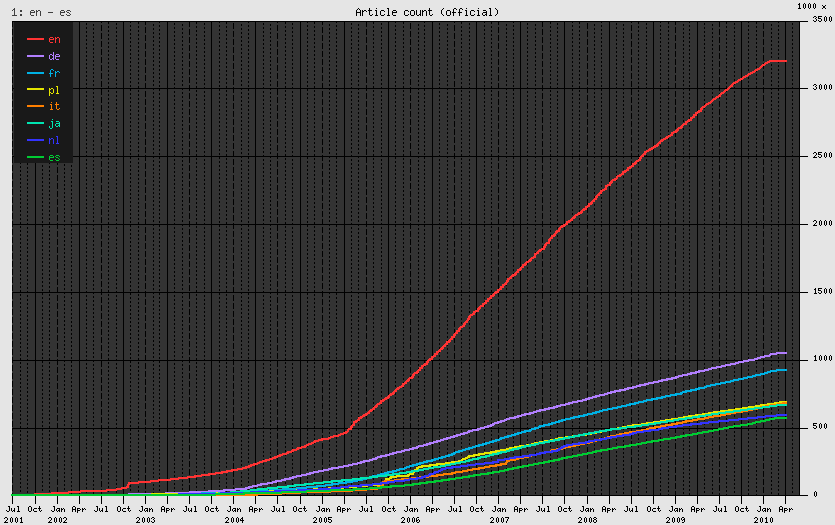
El creixement de la Viquipèdia és cada vegada més gran en diverses de les edicions amb major nombre d'articles.

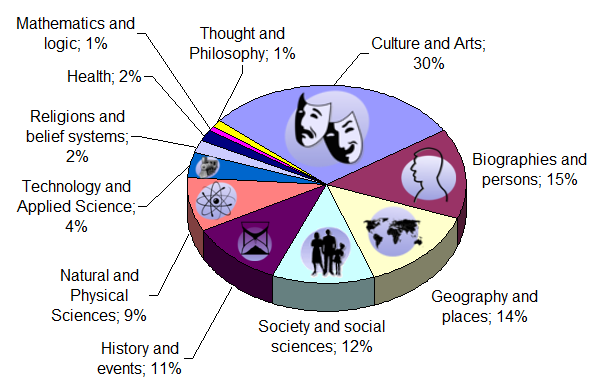
Classificació de continguts majoritaris de la Viquipèdia en anglès en 2008.

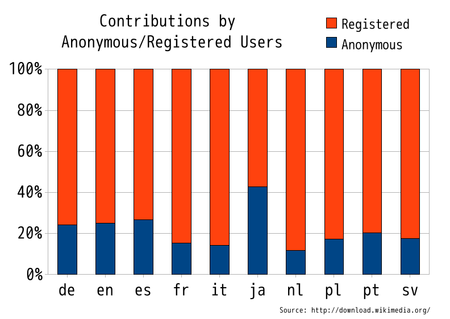
Les contribucions anònimes (en blau) són menors que les contribucions d'usuaris registrats (en taronja).

El lema de la Viquipèdia és «L'enciclopèdia lliure que qualsevol pot editar» i, segons paraules del seu cofundador Jimmy Wales, el projecte constitueix "un esforç per a crear i distribuir una enciclopèdia lliure, de la més alta qualitat possible, a cada persona del planeta, en el seu idioma", per a aconseguir "un món en el qual cada persona del planeta tingui accés lliure a la suma de tot el saber de la humanitat". El lloc web Wikipedia.org es desenvolupa fent ús d'un programari wiki (terme originalment usat per al WikiWikiWeb), i té un llibre d'estil amb directrius a seguir per a mantenir una certa qualitat i coherència en els articles. Una d'aquestes directrius és, per exemple, que el títol de l'article ha d'aparèixer en negreta a la primera oració d'aquest. Quan cal establir noves directrius, els usuaris proposen les diverses possibilitats i en parlen fins a arribar a un consens. Aleshores, la nova decisió s'inclou en el llibre d'estil.
Segons un estudi de la revista Nature el 2007, «Viquipèdia assoleix l'Enciclopèdia Britànica» en qualitat, encara que hi ha controvèrsia sobre aquest subjecte, l'Enciclopèdia Britànica va rebutjar la manera d'avaluar el contingut de totes dues enciclopèdies emprada per Nature i aquesta revista va respondre que el sistema d'avaluació s'havia anunciat clarament: estudiants independents van analitzar una selecció d'articles i van triar-ne els millors sense saber-ne la procedència.
Existeixen tres característiques essencials del projecte Viquipèdia que defineixen conjuntament la seva funció en la web:
1. És una enciclopèdia, entesa com a suport que permet la compilació, l'emmagatzematge i la transmissió de la informació de manera estructurada.
2. És un wiki, de manera que, amb petites excepcions, pot ser editada per qualsevol.
3. És de contingut obert.

Les contribucions anònimes són poques en comparació amb les contribucions dels usuaris registrats.
En un estudi de la Universitat Carnegie Mellon i el Palo Alto Research Center sobre les grans categories d'articles a la Viquipèdia en anglès des de juliol de 2006 fins a maig de 2010, els resultats van ser els següents:
- Cultura i art 30%
- Biografies i personatges: 15%
- Geografia i llocs: 14%
- Sociologia: 12%
- Història i esdeveniments: 11%
- Naturalesa i psicologia: 9%
- Tecnologia i ciències aplicades: 4%
- Religió: 2%
- Salut: 2%
- Matemàtiques: 1%
- Pensament i filosofia: 1%

Un estudi publicat el 2014 trobà que els articles sobre la regió nord-africana i d'orient mitjà estan infrarepresentats a la Viquipèdia fins i tot a la Viquipèdia en àrab.
Alguns projectes, com el de la Stanford Encyclopedia of Philosophy, o el de l'ara abandonada Nupedia, han usat normes editorials tradicionals i d'autoria d'articles tipus «escriptura per a experts». Ocasionalment es troben llocs web com h2g2 o everything2 que segueixen unes regles generals preestablertes, on els articles només poden ser redactats i controlats per cada persona de forma individual.
Projectes com Viquipèdia, Susning.nu i l'Enciclopèdia Libre són wikis en els quals els articles són desenvolupats per nombrosos autors, i no hi ha un criteri de revisió formal. Viquipèdia és l'enciclopèdia més gran quant a nombre d'articles o paraules mai escrites. Al contrari del que passa amb moltes altres, el seu contingut està alliberat sota llicències de contingut obert.
Viquipèdia disposa d'un conjunt de normes d'admissibilitat que ajuden a discriminar quina informació s'hi pot incloure o no. Aquestes regles s'utilitzen per a resoldre disputes relatives a afegir, revisar, transferir a un projecte germà, o esborrar articles.

### Contingut multimèdia
Malgrat que la Fundació Wikimedia prefereix que el contingut multimèdia es carregue a la pàgina web de Wikimedia Commons, permet que també es faça a les pàgines de les diferents Viquipèdies. Per a afavorir el fet que aquests continguts estiguen disponibles més fàcilment per als projectes en qualsevol llengua, la Viquipèdia en català ja no permet que s'hi carreguin arxius que s'acceptarien a Commons (arxius de contingut lliure). D'altra banda, hi ha Viquipèdies, com l'anglesa, que permeten l'ús d'il·lustracions amb drets d'autor gràcies al fair use (ús raonable), permès en la legislació dels Estats Units d'Amèrica. La Viquipèdia en català és més restrictiva, i accepta els continguts no lliures quan no hi ha cap altra opció similar i aquests continguts són necessaris per a comprendre una explicació. No s'accepten si l'objectiu és purament decoratiu i s'eviten en el cas de persones vives.

### Llengües en què s'edita
L'agost de 2016, la Viquipèdia englobava 291 edicions «actives» en diferents idiomes. Les cinc edicions amb més articles són, en ordre descendent, anglès, cebuà, suec, alemany i francès. En total, a l'inici de 2021 la Viquipèdia té 306 edicions actives i 10 inactives de llengües en diversos estats de desenvolupament, i que totalitzen més de 40 milions d'articles.
Cada edició treballa de manera independent, no està obligada a incloure el contingut d'edicions en altres idiomes i només ha de respectar normes globals com ara la de mantenir un «punt de vista neutral». Tanmateix, alguns articles i imatges es comparteixen entre les diverses edicions de la Viquipèdia o mitjançant el dipòsit a Wikimedia Commons, i es demanen traduccions organitzades d'articles d'edicions en altres idiomes. Els articles traduïts representen només una petita part del total en qualsevol dels idiomes.
La llista següent presenta les vint edicions més grans, ordenades per nombre d'articles. Les xifres d'articles són actuals, mentre la llista de les edicions va ser actualitzada el 23 de febrer de 2024.
| Posició | Idioma      | Articles           |
| ------- | ----------- | ------------------ |
| 1       | Anglès      | 6.397.461 articles |
| 2       | Cebuà       | 6.013.847 articles |
| 3       | Suec        | 2.909.677 articles |
| 4       | Alemany     | 2.624.719 articles |
| 5       | Francès     | 2.368.077 articles |
| 6       | Neerlandès  | 2.069.405 articles |
| 7       | Rus         | 1.763.413 articles |
| 8       | Castellà    | 1.724.472 articles |
| 9       | Italià      | 1.722.038 articles |
| 10      | Polonès     | 1.493.592 articles |
| 11      | Àrab egipci | 1.625.446 articles |
| 12      | Vietnamita  | 1.269.470 articles |
| 13      | Samarà      | 1.265.527 articles |
| 14      | Japonès     | 1.295.966 articles |
| 15      | Xinès       | 1.236.621 articles |
| 16      | Àrab        | 1.245.015 articles |
| 17      | Ucraïnès    | 1.119.018 articles |
| 18      | Portuguès   | 1.075.771 articles |
| 19      | Persa       | 1.018.167 articles |
| 20      | Català      | 779.474 articles   |

Moltes edicions de la Viquipèdia utilitzen bots per a la creació automàtica d'esbossos, de manera que el nombre d'articles no és necessàriament una referència vàlida pel que fa al seu estat o qualitat. Una categorització diferent seria la mitjana de mida per article, així, una Viquipèdia amb nombrosos articles de tot just uns pocs octets seria situada per sota d'una altra amb menys entrades però més treballades. També cal tenir en compte que moltes Viquipèdies, com ara la russa, la japonesa, la xinesa i l'hebrea usen alfabets no llatins, sil·labaris o sistemes d'ideogrames, cosa que augmenta la mida de les bases de dades.

### Edició
La Viquipèdia va ser creada amb la idea que la col·laboració entre usuaris permetés la millora dels articles, i així produir textos de qualitat, de manera similar que altres projectes de desenvolupament d'aplicacions lliures. En l'edició en català, qualsevol persona té la possibilitat de crear un article nou i gairebé qualsevol visitant pot editar-ne el contingut, a excepció dels articles que es troben protegits. Nogensmenys, en l'anglesa els usuaris no registrats no poden començar articles des de zero.
Els canvis realitzats en un article són visibles de manera instantània sense passar una revisió, per la qual cosa poden contenir errors o contrasentits. Les edicions alemanya i hongaresa són, però, una excepció. L'edició alemanya està provant actualment un sistema per a presentar "versions estables" als lectors, d'aquesta manera només es veu l'última edició revisada. La Viquipèdia en anglés també es proposa de desenvolupar un sistema similar. En comptes de prohibir de crear als usuaris anònims o als nous l'edició d'articles amb tendència a ser vandalitzats, Jimmy Wales va dir a la British Broadcasting Corporation que la Viquipèdia en anglès permetria "l'edició d'articles que estan protegits o semiprotegits des de fa anys". El sistema de "canvis pendents" es va introduir el 15 de juny, i s'aplica només a alguns articles propensos al vandalisme. Un editor confirmat de la Viquipèdia en anglès ha de confirmar aquestes edicions abans de publicar-les. Wales va dir que aquest sistema selectiu és preferible al que s'aplica en la Viquipèdia en alemany, que no és "ni necessari ni desitjable". Va afegir que els administradors de la Viquipèdia en alemany "veuran de prop el funcionament del sistema de la Viquipèdia en anglès, i estic segur que finalment es proposaran d'adoptar el mateix sistema si els resultats són bons".
Els canvis en els articles són visibles en el seu historial d'edicions. Habitualment, una part de les edicions són vandàliques - de contingut no relacionat amb la Viquipèdia o amb informació falsa -, i de vegades editors amb punts de vista oposats produeixen guerres d'edicions. Aquestes es produeixen quan dos o més editors entren en un cicle de reversions mútues a causa de disputes causades per diferències d'opinió sobre el contingut de l'article. Cal no confondre vandalisme (que sovint afecta una sola vegada un article o articles) amb guerra d'edicions, la qual afecta repetides vegades un mateix article en un breu període.
Cada edició té un grup d'administradors, la principal funció dels quals és tant de fer manteniment com d'esborrar articles, blocar vàndals i altres funcions. L'edició amb més administradors és l'anglesa, amb un total de més de 1700 a l'octubre del 2010. Els administradors de la Viquipèdia poden prendre diverses mesures per a evitar el vandalisme, com ara protegir els articles per a permetre que només els usuaris registrats puguen modificar-los.

## Normes
La Viquipèdia té una sèrie de normes que són establertes pels mateixos participants en el projecte. Cada edició de la Viquipèdia adopta les seves pròpies polítiques, encara que algunes són comuns a totes. Tan bon punt la comunitat aconsegueix el consens sobre l'aplicació d'una norma, tots els editors estan obligats a respectar-la.
Algunes d'aquestes polítiques són:

Neutralitat

1. A causa de la diversitat i nombre de participants i ideologies, provinents de totes les parts del món, Viquipèdia intenta de construir els seus articles de la manera més exhaustiva possible. L'objectiu no és escriure articles des d'un únic punt de vista, sinó presentar obertament cada postura sobre un cert tema.
2. Se segueix una sèrie de convencions pel que fa al nomenament d'articles, triant preferentment la versió més comunament utilitzada en la seva respectiva llengua.
3. Les discussions sobre el contingut i edició d'un article s'esdevenen a les pàgines de discussió i no en l'article mateix.
4. Hi ha un nombre de temes que resulten exclosos de la Viquipèdia per a no constituir articles enciclopèdics estrictament parlant. Per exemple, la Viquipèdia no conté definicions de diccionari (com ara verbs, adjectius, etc.), que sí que podríeu trobar al Viccionari.

### Neutralitat del contingut
La neutralitat és un dels cinc pilars de la Viquipèdia. És un fet comú que algunes persones es vegin de certa manera ofeses per posicionaments polítics o punts de vista que contrasten o xoquen amb les seves opinions formades. Aquest és el motiu pel qual es mira de fomentar entre els editors de la Viquipèdia l'esforç per a mantenir la neutralitat en el contingut dels articles. Els articles que poden ser controvertits o abordats des de diversos punts de vista han de ser neutrals i exposar "de manera equànime tots els punts de vista, segons la seva importància". En aquests casos cal tenir encara més cura citant fonts fiables i independents, evitar les opinions personals i deixar clar, si escau, "el que és fet acceptat, i el que és opinió, creença, o hipòtesi no verificada".
A més, les llicències de contingut lliure garanteixen que l'esmentat contingut pugui ser reeditat el nombre de vegades que sigui necessari i per qualsevol persona si el propòsit de l'edició n'és la millora.

### Llicència dels continguts

Icona de CC-BY-SA, que simbolitza Creative Commons Atribution Share-Alike (en català, atribució i compartir la llicència similar de Creative Commons).

El contingut textual està sota les llicències GNU i Creative Commons, la darrera versió de les quals es va actualitzar per mitjà d'una votació entre el 12 d'abril i el 3 de maig de 2009. Mitjançant el lema L'enciclopèdia lliure s'entenia, a la manera del programari lliure, com un producte de distribució gratuïta i sense restriccions. Així, també es considera programari per la codificació de MediaWiki, sota GPL. Aquesta redistribució presenta el requisit que ha de ser acreditada, és a dir, cal esmentar la seva atribució. A més a més, com que la llicència inclou el terme "comparteix igual", cal conservar aquesta llicència (o una altra semblant) per a evitar la seva protecció de distribució. Tanmateix, s'havia estat treballant en el canvi a llicències Creative Commons, perquè la GFDL, inicialment dissenyada per a manuals de programari, no és adequada per a treballs de referència en línia i perquè les dues llicències són incompatibles.
A cada autor, editor o il·lustrador que contribueix a l'enciclopèdia sempre se li atribueixen els drets d'autor segons la Convenció de Berna. Un autor també pot copiar contingut d'un altre amb el permís corresponent (sobretot en el cas de contingut amb llicència lliure), però no podrà utilitzar un contingut que en prohibeix la distribució, reproducció o modificació d'una manera il·lícita, perquè això en limitaria la utilització amb seguretat i comportaria problemes amb les polítiques. Per això, en la Viquipèdia en anglès pot aparèixer qualsevol imatge il·lustrativa sempre que ho faci de manera lícita.

### Protecció de dades
Segons la fundació, la privacitat de la informació és tan important com la prevenció de vandalisme. Creative Commons, per la seva part, no garanteix el contingut pels drets d'imatge. A Wikipedia s'ha pres la mesura d'eliminar informació per via de supressors que disposen d'eines per a eliminar informació confidencial publicada il·lícitament. D'aquesta manera s'eliminen les edicions insultants o il·lícites i s'eviten sobrecàrregues confuses en l'historial de l'article.

## Crítiques
Dos dels principals motius pels quals la Viquipèdia és criticada pel que fa a l'exactitud i fiabilitat dels seus continguts són la persistència de detalls erronis difícils de detectar (imprecisions no necessàriament malintencionades, però que poden romandre en un article molt de temps), i la tendència a contenir més articles i de més qualitat relacionats amb l'actualitat o amb àrees de coneixement afins al perfil sociotècnic dels seus participants. Però un tercer i no menys important factor relatiu a les problemàtiques de contingut que experimenta la Viquipèdia és el vandalisme (modificacions inapropiades o ofensives dels articles de l'enciclopèdia, que entorpeixen el desenvolupament del projecte). La solució a llarg termini no passa per una millora constant de la qualitat ni per la incorporació o ampliació progressiva d'articles, com succeeix en els altres dos casos. Mentre que les inexactituds de contingut i les tendències de creixement irregular seran previsiblement esmenades a mesura que segueixi evolucionant el projecte i augmentin les edicions d'articles, el vandalisme representa una amenaça constant i que és previsible que s'incrementi en proporció al creixement exponencial de la Viquipèdia. En aquest sentit, per exemple, l'exposició a una major afluència de visites dels articles en diferents portals d'inici implica un percentatge molt alt de vandalisme.
Un exemple recent i paradigmàtic de vandalisme massiu es va produir a conseqüència de la crida a la participació de Stephen Colbert, un conegut humorista i presentador de la televisió nord-americana, en una secció del seu programa The Colbert Report que va titular Wikiality: Després d'alguns gags referint-se a la possibilitat de canviar la ubicació d'estats i països en les seves respectives definicions de la Viquipèdia, va animar els teleespectadors a modificar l'entrada elefant perquè constés que, en lloc de disminuir, la població de l'elefant africà s'havia triplicat. Com a resultat immediat, fins a vint entrades de la Viquipèdia en anglès que feien referència a elefants van ser bloquejades pels seus administradors, o bé van passar a estat de semiprotegides (només modificables per usuaris registrats amb un mínim d'antiguitat).
Jonathan Dee, de The New York Times, i Andrew Lih, en el 5th International Symposium on Online Journalism (2004), van citar la importància de la Viquipèdia no només com a enciclopèdia de consulta sinó també com a font d'informació actualitzada a causa a la rapidesa amb què apareixen els articles sobre esdeveniments recents.
Quan la revista Time va nomenar "You" (en català Vostè) com a "Persona de l'any" el 2006, reconeixent l'èxit accelerat de la col·laboració en línia i de la interacció entre milions d'usuaris de tot el món, va citar la Viquipèdia com un dels tres exemples de serveis Web 2.0, juntament amb YouTube i MySpace.
Els traductors tenen generalment una bona opinió de Viquipèdia com a ferramenta terminològica.
A banda de les mesures correctores dutes a terme en forma de reversió, avís o bloqueig, la comunitat de viquipedistes crea i manté (igual que succeeix entre programadors voluntaris en entorns de programari lliure) tot un seguit d'eines i implementacions tècniques destinades a actuar contra el vandalisme, des de fòrums i canals específics d'IRC fins a programes paral·lels de detecció i avís, passant per usuaris que són en realitat programes bot la missió dels quals és exclusivament combatre els actes vandàlics.

## Implicats
Milers de persones a tot el món editen la Viquipèdia de manera contínua. A excepció de 39 persones remunerades, la resta, coneguts com a viquipedistes, actuen sempre de manera gratuïta i voluntària. Hi ha diverses formes de col·laborar: a més de crear o ampliar articles, es poden modificar aquells que no compleixin les convencions d'estil establertes (incloent-hi correccions lingüístiques), classificar articles per matèria, retirar texts amb drets d'autor, etcètera. Actualment a la Viquipèdia en català hi ha 26 administradors i 201 són sistemes de manteniment robot que fan tasques de manteniment com ara afegir els enllaços interwiki als articles (enllaços a l'article en altres llengües) o realitzen retocs d'estil (canvi de "l.l" per "l·l", de km²" per "km²", etc.)
Per a col·laborar no és necessari registrar-s'hi. Per aquest motiu, els contribuents que no es registren, coneguts com a usuaris anònims, apareixen identificats en les seves edicions amb el número de la seva adreça IP en comptes d'amb un àlies. Els usuaris anònims tenen restringides certes accions, com ara la de votar a les preses de decisions per a aprovar noves regles, esborrar pàgines que no compleixin els requisits, etcètera.
El passat 29 de novembre de 2009, el diari espanyol El País va publicar que la Viquipèdia va patir «un descens notable d'editors» en totes les seves versions lingüístiques durant l'any 2009 segons les anàlisis de l'investigador espanyol Felipe Ortega, del grup Libresoft, de la Universitat Rei Joan Carles de Madrid. Aquesta afirmació és discutida, i Jimmy Wales la va desmentir.

## Accés

### Viquipèdia mòbil
L'agost de 2009, la Fundació Wikimedia va llançar una aplicació oficial de La Viquipèdia per a l'iPhone i l'Ipod touch que es pot descarregar de l'App Store. Aquesta aplicació és lliure, gratuïta i sol funciona en l'iPhone 3 g o en versions més recents. Si bé aquesta és la primera aplicació oficial, ja existien aplicacions per accedir a la Viquipèdia des de mòbils (com Wapedia).
A més, la Viquipèdia compta amb la seva pròpia versió mòbil del lloc, disponible en línia: http://ca.m.wikipedia.org.

### La Viquipèdia fora de línia

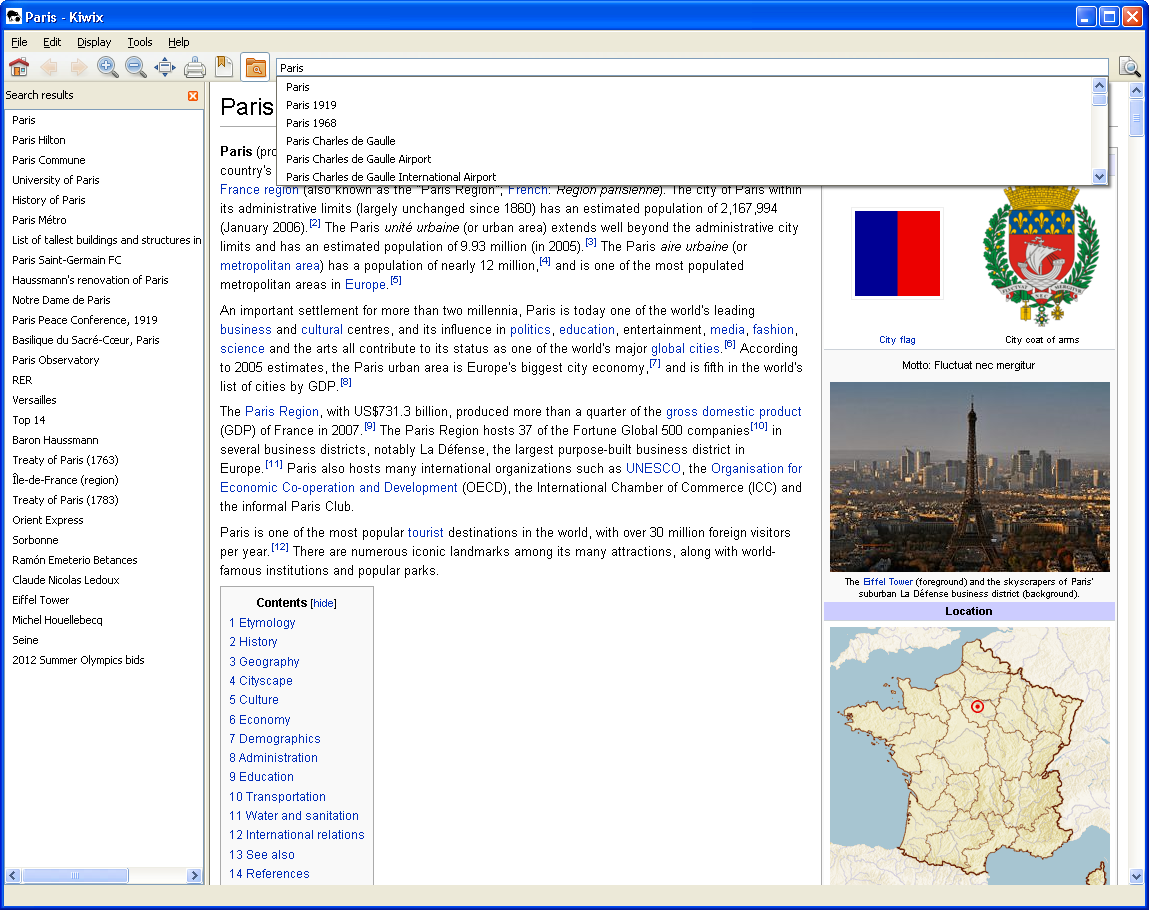
Un article mostrat pel programa Kiwix.

Altres versions publicades per la Fundació Wikimedia van ser les distribucions en disc compacte (2003) i DVD (2005), en les quals s'incloïen les versions en alemany, polonès, portuguès i anglès. Aquest últim ha estat administrat pel programari lliure Kiwix com a distribuïdor, que a més permet la seva instal·lació directa. Aquestes característiques van ser usades per a computadores sense connexió a Internet, permetent la interactivitat i comunicació entre diferents llocs com ara centres infantils.

### Restriccions d'accés
L'octubre de 2005, la Xina va bloquejar l'accés a La Viquipèdia, ja que el govern bloqueja habitualment l'accés als llocs web que considera subversius i filtra les pàgines d'Internet amb termes que considera delicats. Un any després, La Viquipèdia va ser desbloquejada al territori xinès, encara que la censura es va mantenir parcialment amb els termes "sensibles", com ara al Tibet o Falun Gong.

### Estadístiques sobre visites
Estadístiques fetes per Alexa, sobre les Viquipèdies més visitades i sobre els països que més visiten Wikipedia:
| # | Viquipèdia | Percentatge de visites                                                                      |
| 1 2 3 4 5 6 7 8 9 10 11 12 13 14 15 16 17 18 19 20 21 22 23 24 25 26 27 28 29 30 31 32 33 34 35 36 37 38 | en.wikipedia.org (anglès) ja.wikipedia.org (en japonés) de.wikipedia.org (en alemany) es.wikipedia.org (en castellà) ru.wikipedia.org (en rus) fr.wikipedia.org (en francés) it.wikipedia.org (en italià) wikipedia.org (internacional) pl.wikipedia.org (en polonés) pt.wikipedia.org (en portugués) zh.wikipedia.org (en xinés) ar.wikipedia.org (en àrab) nl.wikipedia.org (en neerlandés) fa.wikipedia.org (en persa) sv.wikipedia.org (en suec) tr.wikipedia.org (en turc) id.wikipedia.org (en indonesi) th.wikipedia.org (en tailandés) cs.wikipedia.org (en txec) he.wikipedia.org (en hebreu) no.wikipedia.org (en noruec) fi.wikipedia.org (en finés) wikipedia.de (Alemanya) vi.wikipedia.org (en vietnamita) hu.wikipedia.org (en hongarés) el.wikipedia.org (en grec) ro.wikipedia.org (en romanés) da.wikipedia.org (en danés) sr.wikipedia.org (en serbi) lt.wikipedia.org (en lituà) bg.wikipedia.org (en búlgar) hr.wikipedia.org (en croata) ca.wikipedia.org (en català) ko.wikipedia.org (en coreà) uk.wikipedia.org (en ucraïnès) sk.wikipedia.org (en eslovac) simple.wikipedia.org (en anglès simple) mobile.wikipedia.org (mòbil) Altres Viquipèdies | 54,0% 10,3% 8,1% 5,7% 3,5% 2,9% 1,6% 1,5% 1,1% 0,7% 0,6% 0,5% 0,4% 0,3% 0,2% 0,1% 0,0% 0,4% |

| #                                                                                      | País | Percentatge de visites                                                                                               |
| 1 2 3 4 5 6 7 8 9 10 11 12 13 14 15 16 17 18 19 20 21 22 23 24 25 26 27 28 29 30 31 32 | Estats Units Japó Alemanya Índia Regne Unit Itàlia Rússia Mèxic França Canadà Brasil Espanya Austràlia Xina Polònia Indonèsia Països Baixos Turquia Pakistan Iran Àustria Sud-àfrica Argentina Suècia Colòmbia Corea Filipines Tailàndia Grècia Ucraïna Perú Malàisia Suïssa Altres països | 23,6% 9,1% 8,3% 6,1% 4,3% 3,4% 2,9% 2,7% 2,4% 2,1% 1,9% 1,8% 1,6% 1,4% 1,3% 1,2% 1,1% 0,9% 0,8% 0,7% 0,6% 0,5% 12,9% |

A la part superior del portal www.wikipedia.org, es poden observar les 10 Viquipèdies amb més edicions.
Al web stats.wikimedia.org Arxivat 2012-05-29 a Wayback Machine. s'hi pot veure el nombre de visites mensuals de cada projecte.

## Cultura popular
- L'impacte que ha tingut la Viquipèdia a Internet ha provocat paròdies com les historietes humorístiques de Skeletor, que apareix vandalitzant l'article de He-man.[73]
- S'han produït diversos casos en els quals dirigents polítics, o persones pròximes a ells, van modificar articles de Wikipedia interessadament.[74][75]

## Maratons d'edició
Una viquimarató (en anglès, edit-a-thon) és un esdeveniment on editors de Viquipèdia es reuneixen en un mateix espai per editar i millorar un tema o grup d'articles de la Viquipèdia, que típicament inclou una petita formació en edició wiki bàsica per a nous editors. S'han realitzat viquimaratons en diverses institucions culturals com museus, arxius o biblioteques, i s'han centrat en temes tan diversos com la història de l'art, el feminisme o la ciència. També s'han fet viquimaratons sobre la llengua del projecte, o bé centrades en un lloc, com per exemple un municipi.
| «             | Una Viquimarató és un dia per a treballar en equip. És un dia per entrenar-se, per gaudir, per posar-se un repte i marcar una direcció de treball on arribar a mitjà termini. | » |
| — Jaume Ayats | |   |

## Noms alternatius
A continuació es mostra una llista de tots els noms que té la Viquipèdia en les diferents llengües:
| - Bichipedia - sard - Biquipedia - aragonès - Uichipedia - aromanès - Uikipedias - lojban - Uikuepitiu - cree - Vicipaedia - llatí - Vicipéid - irlandès - Vichipedie - fruilès - Vikipedėjė- samogitès - Vikipedio - esperanto - Vikipedi (en majúscules VİKİPEDİ) - turc - Vikipedija - lituà - Vikipēdija - letó - Vikipediya (en majúscules VİKİPEDİYA) - azerbaijanès, uzbek, azeri - Vikipeedia - estonià - Vikipeediä - võro - Viquipèdia - català - Vuiquipèdia - francoprovençal - Vitipetia - tahitià - Vükiped - volapük - WicipÆdia - anglosaxó - Wicipedia - gal·lès - Wikanpodia - oromo - Wikiibíídiiya - navajo - Wikipédia - francès, portuguès, hongarès, eslovac, sundanès, javanès | - Wikipedia - albanès, alemany, anglès, asturià, basc, baix saxó, bretó, castellà, cors, danès, feroès, filipí, finlandès, gaèlic escocès, gallec, neerlandès, ilokano, indonesi, interlingua, islandès, italià, luxemburguès, nauruà, noruec, polonès, romanès, sicilià, somalí, suec, suahili, való, xeienne, vietnamita - Wikipedija - bosnià, croat, lituà, maltès, serbocroat, eslovè - Wikipèdia - occità - Wîkipediä (en majúscules WİKİPEDİÄ) - tàrtar - Wikipedie - txec, nedersaksisch - Wikipedio - ido - Wîkîpediya - kurd - Wikipediya - zazaki - Wikipediyaa - wolof - Wikipedy - frisó - Wikipedya - cebuano - Wikipesija - tokipona - wIqIpe'DIya - klingon - Wikipediija - sami septentrional - Wikipēdija - letó - Wikipedije - kashubian - Wikipiɖia - ewe - Wikipidiya - quítxua - Wikkipedija - ripuarian - Βικιπαίδεια (Vikipaideia /vikiˈpɛðia/) - grec - Waikipaidja gòtic - ВИКИПЕДЇѬ (Vikipediia) antic eslau eclesiàstic - Википеди - (Vikipjedi) osset, txuvaix - Википедиja (Vikipedija) - macedoni, serbi - Википедия (Vikipiediya) - rus, kasakh | - Википидийа/Vikipedija - txetxè - Вікіпедія (Vikipediya) - ucraïnès - Вікіпэдыя (Vikipiedia) - belarús - Уикипедия (Uikipediya) - búlgar, kirguís - ვიკიპედია (vikipedia) - georgià - Վիքիպեդիա (vik'ipedia) - armeni - ويكيبيديا (wīkībīdyā) - àrab - ویکیپدیا (wikipdya) - persa - ویـکـیـپـیـڈ یـا (wikipidya) - urdú - ܘܝܟܝܦܕܝܐ(wīkīpidyā) - arameu - ויקיפדיה (wikipdya) - hebreu - ויקיפעדיע (wikipedya) - jiddisch - ויקיפידיה(wikipidya) - ladí - วิกิพีเดีย (wikipidiya) - tailandès - વિકિપીડિયા (vikipīḍiyā) gujarati - ವಿಕಿಪೀಡಿಯ (vikipīḍiyā) - canarès - ވިކިޕީޑިއ - divehi - விக்கிபீடியா - tàmil - विकिपीडिया (vikipīḍiyā) - hindi, maratí, sànscrit - వికిపీడియా (vikipīḍiyā) - telugu - উইকিপিডিয়া (uikipiḍiyā) - bengalí, Bishnupriya Manipuri - വിക്കിപീഡിയ (vikkipīḍia) - malai - ဝိကိပိဒိယ (wīkīpidiya) - birmà - ᏫᎩᏇᏗᏯ (wigiquediya) - cherokee - ウィキペディア (uikipedeia) - japonès - 위키백과 (wikibaekgwa) - coreà - ਵਿਕਿਪੀਡਿਆ (wikipīḍiā)- punjabi - 维基百科 / Wéijībǎikē - xinès - 維基百科 - cantonès - 維基大典 - xinès clàssic |

## Programari i maquinari

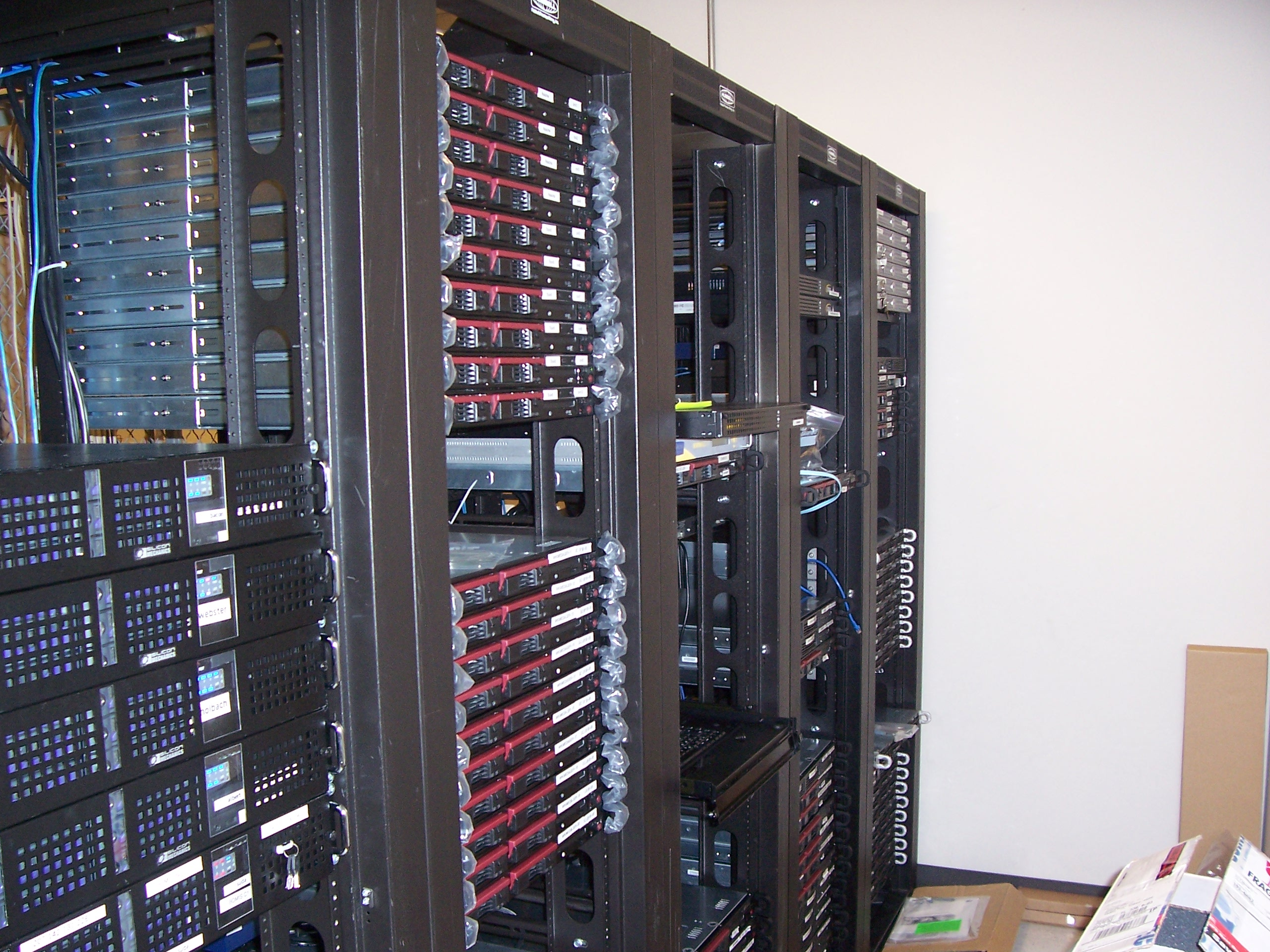
Servidors de la Viquipèdia a Florida.

El funcionament de la Viquipèdia depèn de MediaWiki, un programari wiki lliure i de codi obert escrit en PHP i construït sobre la base de dades MySQL. El programari incorpora característiques de programació com macros, variables, un sistema de transclusió de plantilles, i redirecció d'URLs. MediWiki està llicenciat sota la Llicència Pública General de GNU i s'utilitza en tots els projectes de la fundació Wikimedia, a part d'altres projectes wiki. Originalment, la Viquipèdia s'executava en UseModWiki escrit en Perl per Clifford Adams (Fase I), que requeria inicialment CamelCase pels enllaços dels articles; el sistema actual de doble parèntesi fou incorporat després. La fase II va començar el gener del 2002, llavors la Viquipèdia es va executar en un sistema de wiki PHP amb una base de dades MySQL; aquest programari va ser creat per la Viquipèdia per Magnus Manske. Aquesta fase II es va modificar per incrementar el rendiment a causa de la demanda creixent. A la fase III, el juliol del 2002, la Viquipèdia va canviar al programari MediaWiki, escrit originalment per Lee Daniel Crocker.
La Viquipèdia funciona actualment gràcies a clústers de servidors de Linux (principalment Ubuntu), amb alguns OpenSolaris per ZFS. El febrer del 2008, hi havia 300 servidors a Florida, 26 a Amsterdam, 23 en servidors de Yahoo! a Seül. La Viquipèdia utilitzava un sol servidor fins al 2004, quan es va ampliar el nombre de servidors. El gener del 2005, el projecte utilitzava 39 servidors dedicats de Florida.
La Viquipèdia rep entre 25.000 i 60.000 peticions per segon, depenent de cada hora del dia. Dos clústers més grans als Països Baixos i Corea actualment reben bona part del trànsit.

## Fundació Wikimedia
És una organització sense ànim de lucre instituïda sota les lleis de Florida (Estats Units). La seva existència va ser oficialment anunciada pel director general de Bomis i cofundador de Wikipedia, Jimbo Wales, el 20 de juny de 2003.

### Projectes germans
Wikipedia té diversos projectes germans que complementen a l'enciclopèdia. Tots ells són multilingües, lliures, recolzats en la tecnologia wikii administrats per la Fundació Wikimedia. Inclouen els següents:
- Viccionari: és el projecte de la Fundació Wikimedia per a la construcció d'un diccionari lliure. Té una funció complementària a la Viquipèdia, ja que un gran nombre d'articles, pel seu caràcter no enciclopèdic, es destinen al diccionari.
- Viquillibres: té per objectiu posar a disposició de qualsevol persona llibres de text, manuals, tutorial és o altres textos pedagògics de contingut lliure i d'accés gratuït.
- Viquiversitat: recolzada en l'anterior, es proposa com una plataforma educativa en línia, lliure i gratuïta, on és possible crear projectes d'aprenentatge a qualsevol nivell educatiu, participar en un grup d'aprenentatge, crear continguts didàctics com ara exàmens, exercicis de pràctiques, etc.
- Viquidites: és un compendi obert en línia de frases cèlebres en tots els idiomes, incloent-hi les fonts (quan aquestes es coneixen).
- Viquinotícies: és una font de notícies de contingut lliure.
- Viquitexts: és una biblioteca en línia de textos originals que hagin estat publicats amb una llicència GFDL o es troben en domini públic.
- Wikimedia Commons: també rep els noms de Commons o La Comuna, és un dipòsit comú d'imatges i contingut multimèdia per als projectes germans de la Fundació Wikimedia. Abans de la seva existència, per utilitzar una imatge en una certa Wikipedia calia pujar a l'edició corresponent, amb la qual cosa és clonada el mateix contingut diverses vegades, alguna cosa realment ineficient. Per a això s'usaven scripts de càrrega massiva, que ara han caigut en desús per l'existència de Commons.
- Meta-Wiki: és un lloc web de suport per als projectes de la Fundació Wikimedia.
- Viquiespècies: és un repertori obert i lliure d'espècies biològiques. Es cobreixen animals, plantes, fongs, bacteris, unicel·lulars i tota forma de vida.
- Wikidata: és una base de dades editada de manera col·laborativa amb l'objectiu de proporcionar una font comuna per a certs tipus de dades, com dates de naixement, que poden ser usats per projectes Wikimedia com Viquipèdia.

## Premis i reconeixements
- 2004 - Golden Nica for Digital Communities (Prix Ars Electronica)
- 2004 - Webby Award, en la categoria de comunitat.[85]
- 2008 - Premi Quadriga[86]
- 2015 - Premi Erasmus.[87]
- 2015 - Premi Princesa d'Astúries de Cooperació Internacional[88]